# Juan Mauri
Juan Alberto Mauri (n. Realicó, La Pampa, Argentina; 29 de diciembre de 1988) es un futbolista argentino juega como mediocampista.

## Trayectoria
Mauri comenzó su carrera profesional en Olimpo, donde debutó el 24 de octubre de 2009, reemplazando a David Vega, en la victoria por 2 a 1 frente a All Boys. El equipo se consagró campeón de  y fue promovido en el Primera División; Mauri anotó 4 goles en la temporada.
El 2 de abril el año 2011 jugó su primer partido en Primera División en la derrota 2 a 1 ante Vélez Sarsfield. Él anotó dos goles en la temporada 2010-2011.
En 2013 firmó contrato con Ferro Carril Oeste, y posteriormente, en enero de 2014, con Gimnasia y Tiro. El verano siguiente, fue contratado por Belgrano de Santa Rosa. En 2015 se trasladó a Tiro Federal. Hizo su debut en el equipo el 22 de marzo en el empate sin goles en contra de Alianza de Cutral Có.

## Clubes
| Club                     | País      | Año         |
| ------------------------ | --------- | ----------- |
| Olimpo                   | Argentina | 2009 - 2013 |
| Ferro de Pico            | Argentina | 2013 - 2014 |
| Gimnasia y Tiro          | Argentina | 2014        |
| Belgrano de Santa Rosa   | Argentina | 2014-2015   |
| Tiro Federal             | Argentina | 2015        |
| A.C. Milan               | Italia    | 2015        |
| S.S. Akragas (cedido)    | Italia    | 2016        |
| Paganese Calcio (cedido) | Italia    | 2017 - 2019 |
| SSD Palermo              | Italia    | 2019 - 2020 |